# Наталија Рамос
Наталија Нора Рамос Коен (енгл. Nathalia Norah Ramos Cohen; 3. јула 1992.) је шпанска глумица.
Године 2007. је глумила у филму Братз. Појавила се у једној епизоди америчке ТВ серије Истина Џексон. Њена најважнија улога била је у ТВ серији Кућа бога Анубиса, где је глумила Нину Мартин од 2011. до 2013. године. Рођена је у Мадриду у Шпанији, 3. јула 1992. године. Када је имала две године преселила се са родитељима у Мелбурн у Аустралију, а затим у Мајами Бич са четири године. Тамо је ишла у средњу школу.

## Филмографија
| Улоге Наталије Рамос |                                   |               |              |          |
| Година               | Српски назив                      | Изворни назив | Улога        | Напомена |
| 2005.                | Арестедски развод                 |               | Хопе Лоблав  |          |
| 2007.                | Братз                             |               | Јасмин       |          |
| 2008.                | Истина Џексон                     |               | Дакота Норт  |          |
| 2009.                | 31 север 62 исток                 |               | Рачел        |          |
| 2011—2013.           | Кућа бога Анубиса                 |               | Нина Мартин  |          |
| 2013.                | Брдо вешала                       |               | Џил Рејнолдс |          |
| 2013.                | Декан Слатерс:Становник саветника |               | Хана         |          |
| 2014.                | Замена на рођењу                  |               | Гречен       |          |